# Valsul (Ravel)
Valsul  (titlul original: în franceză La Valse) este un poem coregrafic pentru orchestră de Maurice Ravel, compus între 1919 și 1920 și dedicat prietenei compozitorului Misia Sert, născută Godebska.
Libretul și coregrafia sunt semnate de Bronislava Nijinska iar decorurile de Alexandre Benois,
Premiera baletului a avut loc la Opera din Paris, în interpretarea ansamblului condus de Ida Rubinstein. 

## Preambul
În 1919, Ravel a primit un comision de la Serghei Diaghilev pentru un balet pe tema „Viena și valsurile sale” pentru Ballets Russes. Când a compus, Ravel a recurs la materialul pe care l-a creat începând din 1906 încoace. Când piesa finită a fost prezentată în 1920 lui Diaghilev, Stravinski, Poulenc și altora, Diaghilev a refuzat-o pentru că nu era un balet, ci un portret al unui balet. La Valse a avut premiera la 12 decembrie 1920 la Paris ca o lucrare pur orchestrală. Abia în 1928 Bronislava Nijinska a coregrafiat-o ca un balet întru-un act, pentru Ida Rubinstein ca La Valse, transpuneri coregrafice ulterioare urmate în 1951 de George Balanchine și în 1958 de Frederick Ashton.

## Personaje
- Ea – o tânără fată fermecătoare
- El – un tânăr
- oaspeți (doamne, fete, ofițeri de husari, ofițeri de cavalerie, dragoni, curteni).[1]

## Rezumat
La deschiderea cortinei, ni se înfățișează o sală luxoasă de bal, cu candelabre bogate, oglinzi enorme și mobilă de stil aurită. O a doua sală, în fundalul scenei, se poate vedea printr-o ușă mare, deschisă. Câteva perechi răzlețe, dansează. Pe măsură ce muzica de vals devine tot mai pregnantă, apar tot mai multe perechi care sunt antrenate în dans. Dansatorii din cea de-a doua sală de bal, se rotesc în sens invers celor din prim-plan. În mijloc, se poate vedea o pereche de tineri îndrăgostiți, care veseli, se lasă purtați de armonia valsului.